# Adolf Schärf
Adolf Schärf ([ˈaːdɔlf ʃɛʁf]ⓘ; ur. 20 kwietnia 1890 w Mikulovie, zm. 28 lutego 1965 w Wiedniu) – austriacki prawnik i polityk, socjalista, w latach 1957-1965 prezydent Austrii. Pochowany na Cmentarzu Centralnym w Wiedniu, w krypcie prezydenckiej.